# Castillo de Castrojeriz
Castillo de Castrojeriz är ett slott i Spanien.   Det ligger i provinsen Provincia de Burgos och regionen Kastilien och Leon, i den norra delen av landet, 210 km norr om huvudstaden Madrid. Castillo de Castrojeriz ligger 897 meter över havet.
Terrängen runt Castillo de Castrojeriz är huvudsakligen platt, men åt sydväst är den kuperad. Runt Castillo de Castrojeriz är det mycket glesbefolkat, med 5 invånare per kvadratkilometer. Närmaste större samhälle är Melgar de Fernamental, 15,4 km nordväst om Castillo de Castrojeriz. Trakten runt Castillo de Castrojeriz består till största delen av jordbruksmark.